# Calasca-Castiglione
Calasca-Castiglione (Calasca e Castioj in piemontese, Calasca e Castiun in dialetto ossolano) è un comune italiano sparso di 590 abitanti della provincia del Verbano-Cusio-Ossola in Piemonte.

## Geografia fisica

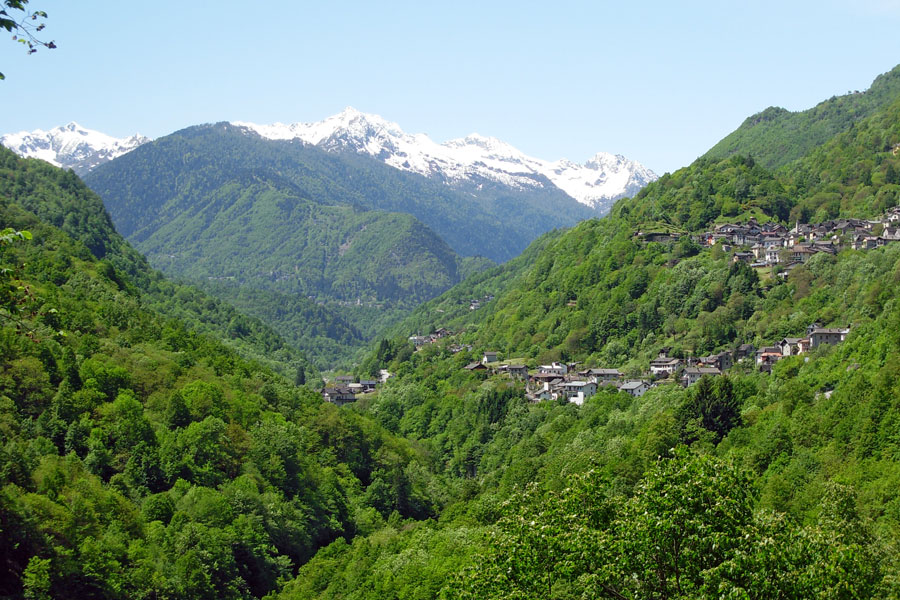
La Valle Anzasca all'altezza delle frazioni Molini e Vigino

I due borghi vennero riuniti in un'unica entità amministrativa nel 1928 e hanno conservato la loro fisionomia originale di distinti borghi di montagna posti lungo la Valle Anzasca, sulla sponda sinistra del torrente Anza.
La sede comunale si trova nella frazione di Antrogna, già capoluogo del preesistente comune autonomo di Calasca.

## Storia
Il 26 febbraio 1945 alcuni militi della Brigata Nera "Ravenna" trucidarono il parroco don Giuseppe Rossi nel vallone adiacente all'abitato di Colombetti, con l'accusa di aver suonato le campane come segnale ai partigiani e di essere connivente con essi.

### Simboli
Lo stemma del Comune di Calasca-Castiglione è stato concesso con decreto del presidente della Repubblica dell'8 giugno 2007.
Il gonfalone è un drappo di bianco.

## Monumenti e luoghi d'interesse

### Architetture religiose

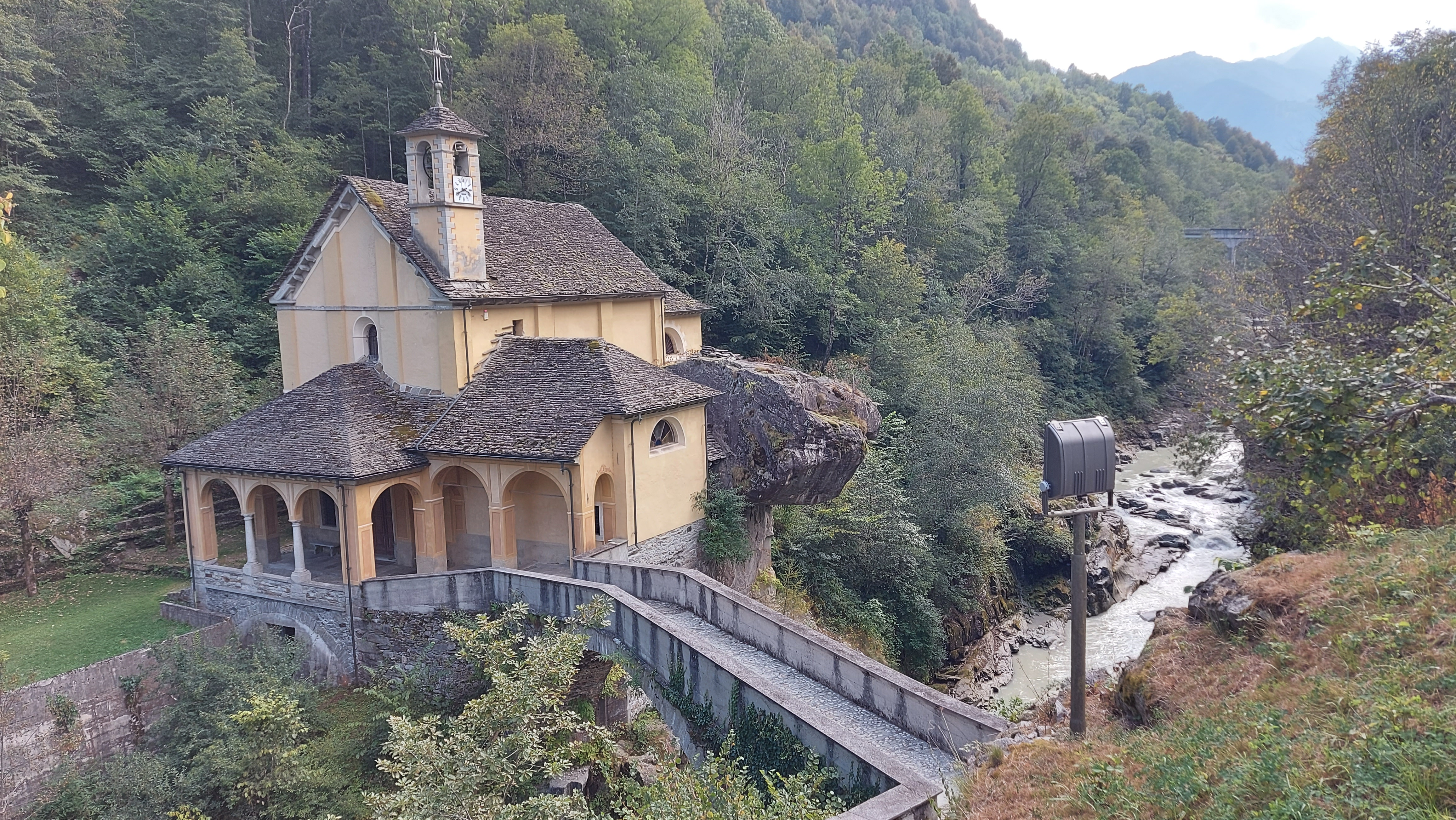
Santuario della Madonna della Gurva

Ad Antrogna si trova la Parrocchiale di Sant'Antonio Abate, un edificio a tre navate sormontato da una grande cupola e, nella sua facciata, composto da cinque arcate e da un massiccio pronao. Databile alla fine del XVIII secolo, si caratterizza per le dimensioni davvero inconsuete per una chiesa di montagna: per questo motivo è pubblicizzata come la "cattedrale tra i boschi".
Sempre in territorio di Calasca vi è il Santuario della Madonna della Gurva, una chiesetta eretta nel 1641 sopra un enorme masso a strapiombo su una forra del torrente Anza. Il santuario si vuole edificato intorno ad un'immagine della Vergine affrescata in epoche remote su di un piccolo muro lì esistente.

### Architetture civili
In Calasca, proprio all'inizio dell'abitato, vicino alla strada principale che unisce il paese alla strada del fondo valle, sorge la signorile Villa Belli, dimora di un'illustre famiglia calaschese ricordata per aver dato i natali al fisico Giuseppe Belli e al deputato, nonché benefattore, Giovanni Belli.
Di particolare interesse è l'abitato di Colombetti, a sud di Castiglione. Questo borgo è un modello esemplare di nucleo rurale in pietra ossolana ancora conservato e ospita un ecomuseo all'aperto per valorizzare le sue belle abitazioni caratterizzate da logge e muri ad arco. Negli anni '90 è stato realizzato un documentario dedicato alla frazione, definita "L'ultimo paradiso".

### Aree naturali
La parte meridionale del territorio comunale è compresa nella zona di protezione speciale Alta Val Strona e Val Segnara.

## Società

### Evoluzione demografica
Abitanti censiti

### Tradizione e folclore

#### LaMilizia
I festeggiamenti solenni, parte di un'antica tradizione, che si svolgono in occasione della ricorrenza dell'Assunta, il 15 agosto di ogni anno, vedono la partecipazione della Milizia Tradizionale di Calasca. Si tratta, al pari di quella del borgo di Bannio, di una milizia territoriale di origine spagnola, nata nel XVII secolo, che si è conservata nei secoli adattandosi ai governi e alle successive dominazioni. Le uniformi attuali, come pure gli armamenti, sono di origine napoleonica, mentre la funzione del corpo armato, avendo ormai perso ogni connotazione guerresca, ha assunto ovviamente il carattere di richiamo folkloristico nelle consolidate ricorrenze paesane e di partecipazione festosa in manifestazioni anche al di fuori del territorio ossolano.

## Amministrazione
Di seguito è presentata una tabella relativa alle amministrazioni che si sono succedute in questo comune.
| Periodo        | Periodo        | Primo cittadino | Partito                              | Carica              | Note  |
| -------------- | -------------- | --------------- | ------------------------------------ | ------------------- | ----- |
| 24 aprile 1995 | 14 giugno 1999 | Guido Pirozzini | Partito Democratico della Sinistra   | Sindaco             | [ 7 ] |
| 14 giugno 1999 | 14 giugno 2004 | Guido Pirozzini | lista civica                         | Sindaco             | [ 7 ] |
| 14 giugno 2004 | 26 aprile 2007 | Bruno Zametti   | lista civica                         | Sindaco             | [ 7 ] |
| 26 aprile 2007 | 15 aprile 2008 | Gaetano Losa    |                                      | Comm. straordinario | [ 7 ] |
| 15 aprile 2008 | 27 maggio 2013 | Bruno Zametti   | lista civica                         | Sindaco             | [ 7 ] |
| 27 maggio 2013 | 10 giugno 2018 | Silvia Tipaldi  | lista civica                         | Sindaco             | [ 7 ] |
| 10 giugno 2018 | in carica      | Silvia Tipaldi  | lista civica I valori della montagna | Sindaco             | [ 7 ] |

### Altre informazioni amministrative
Fa parte dell'Unione Montana delle Valli dell'Ossola.